# Надаштија де Жос (Хунедоара)
Надаштија де Жос (рум. Nădăștia de Jos) насеље је у Румунији у округу Хунедоара у општини Калан. Oпштина се налази на надморској висини од 262 m.

## Историја
Према државном шематизму православног клира Угарске 1846. године у месту "Горњи Надашд" живело је 124 породице, са још придадатим филијарним - 92 из Доњег Надажда. Православни парох био је поп Петар Унгур, којем је помагао капелан поп Абел Поповић.

## Становништво
Према подацима из 2002. године у насељу је живело 285 становника, од којих су сви румунске националности.